# Пенішкевич Дарина Іванівна
Дарина Іванівна Пенішкевич (нар. 13 січня 1939 р., с. Шипинці, нині Чернівецький район, Чернівецька область — +5 червня 2014 р.) — український педагог, науковець, професор Чернівецького національного університету ім. Юрія Федьковича.

## Біографія
Народилася 13.01.1939 р., с. Шипинці, Кіцманщина, нині Чернівецький район. Закінчила Лужанську СШ (1956), філологічний факультет Чернівецького державного університету за спеціальністю «українська мова та література» (1962). Працювала викладачем Кіцманського будівельного технікуму, відтак — викладачем Чернівецького університету. У 1983 р. захистила кандидатську дисертацію, з 1985 р. — доцент кафедри педагогіки та психології. У 1992 р. очолила створену на педагогічному факультеті кафедру педагогіки. В 2002 р. присвоєно вчене звання професора. Під її керівництвом захищено 10 кандидатських дисертацій.

## Навчальні посібники
- Написання курсових і дипломних робіт: методичні вказівки для студентів педагогічних факультетів / Чернівецький державний університет ім. Юрія Федьковича; укладач Д. І. Пенішкевич [та ін.]. — Чернівці: [б.в.], 1997. — 32 с.
- Становлення і розвиток народної освіти та педагогічної думки на Буковині: навчальний посібник / Чернівецький державний університет ім. Юрія Федьковича ; укладач Д. І. Пенішкевич [та ін.]. — Чернівці: [б.в.], 1997. — 48 с.
- Іларій Карбулицький — видатний педагог Буковини: навчальний посібник / Д. І. Пенішкевич, Л. І. Тимчук ; Чернівецький державний університет ім. Юрія Федьковича. — Чернівці: Рута, 1999. — 43 с.
- Методика організації табірної зміни: навчально-методичний посібник / Д. І. Пенішкевич [и др.] ; Чернівецький національний університет ім. Юрія Федьковича. — Чернівці: Рута, 2004. — 159 с.

## Нагороди, відзнаки
- Відмінник освіти України (1995).
- Лауреат премії ім. Ю. Федьковича (1998).
- Нагрудний знакам В. Сухомлинського (2005).
- Нагрудний знак П. Могили (2008).